# فلفل تاباسكو

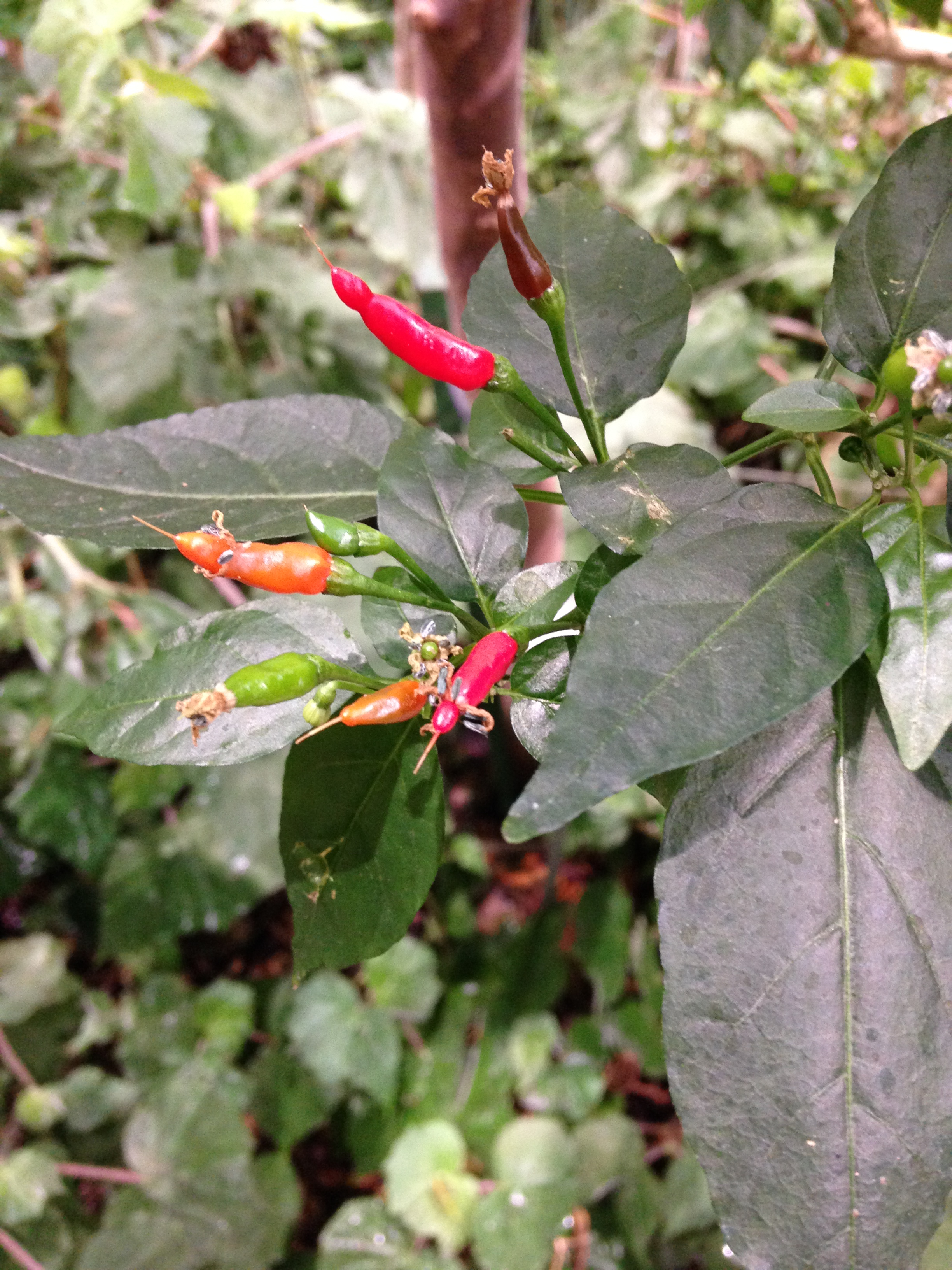
فلفل تَبَسكو على شجرته في حدائق بيرجيانسكا النباتية، ستوكهولم، 2013

فلفل تَبَسكو، هو نوع من أنواع الفلفل الحار، فليفلة شجيرية، منشأه المكسيك. ويشتهر بفعل استخدامه في صلصة تَبَسكو.
ينمو نبات التَبَسكو نمواً كثيفاً، يمكن تقوية إنتاجه لأغراض تجارية من خلال تقليم الشجيرات. يبلغ طول الثمار المدببة قرابة 4 سم، تكون في البداية خضراء مصفرة شاحبة وتتحول إلى اللون الأصفر والبرتقالي قبل أن تنضج ثم إلى اللون الأحمر الفاتح. معدل التَبَسكو من 30000 إلى 50000 على مقياس سكوفيل من مستويات الحرارة، وهو النوع الوحيد من الفلفل الحار الذي تكون ثماره «كثيرة العصير» أي غير جافة من الداخل. تظل ثمار التَبَسكو منتصبة عندما تنضج بدلاً من أن تتدلى من سيقانها كالعديد من النباتات الأخرى. أصيب جزء كبير من مخزون فلفل التَبَسكو بفيروس التبرقش في الستينيات. لم تبدأ زراعة أول صنف مقاوم (Greenleaf tabasco) حتى عام 1970 تقريبًا.

## التسمية
سُمي هذا الفلفل بهذا الاسم نسبة لولاية تَبَسكو في المكسيك. للتمييز، يُكتب الحرف الأول من «تَبَسكو» بأحرف صغيرة عند الإشارة إلى النوع النباتي ولكن يُكتب بأحرف كبيرة عند الإشارة إلى الولاية المكسيكية أو إلى العلامة التجارية للصلصة الحارة، صلصة تَبَسكو.

## الزراعة
ينضج فلفل التَبَسكو تدريجيًا من اللون الأخضر إلى اللون البرتقالي ثم الأحمر. يستغرق الأمر حوالي 80 يومًا بعد الإنبات حتى تنضج تمامًا. يمكن أن ينمو نبات التَبَسكو إلى طول 1.5 م (60 بوصة)، مع قشدة أو زهرة صفراء فاتحة تتحول إلى ثمار موجهة نحو الأعلى في وقت لاحق من موسم النمو. نظرًا لأن موطنه الأصلي هو ولاية تَبَسكو المكسيكية، فإن البذور تتطلب قدرًا كبيرًا من الدفء لتنبت وتنمو بشكل أفضل عندما تكون درجة الحرارة بين 25–30 °م (77–86 °ف). في غير موطنه الطبيعي، يُزرع بعد أسبوعين إلى ثلاثة أسابيع من آخر موجة صقيع عندما تتجاوز درجات حرارة التربة 10 °م (50 °ف) ويستقر الطقس. إذا كان الطقس شديد الحرارة أو شديد البرودة، أو إذا انخفضت درجات الحرارة ليلا عن 15 °م (60 °ف)، فقد يؤدي ذلك إلى تقليل ثبات الثمار. الأماكن المثالية لزراعة النبات تكون معرضة للكثير من الضوء والحرارة، مع تربة خصبة وخفيفة الوزن وحمضية قليلاً (درجة الحموضة 5.5-7.0) وجيدة التصريف. يحتاج الفلفل إلى إمداد ثابت من الماء للحصول على أفضل الثمار. يحرص المزارعون على التأكد من أن الأسمدة والتربة غنية بالفوسفور والبوتاسيوم والكالسيوم ومنخفضة في النيتروجين، مما قد يعيق نمو الفاكهة.